# Viktor Vasilyevich Gorbatko

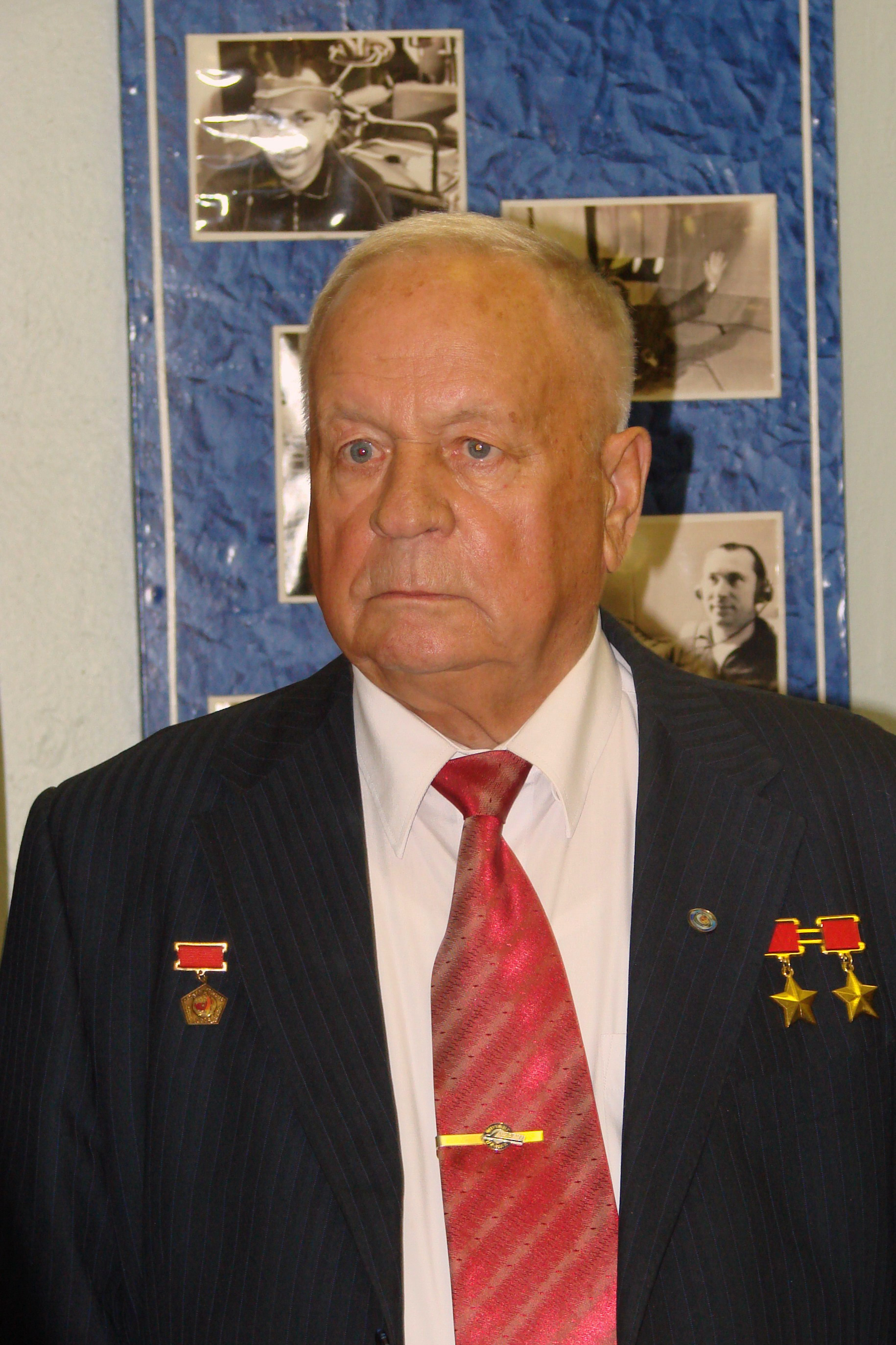
Viktor Gorbatko năm 2011

Viktor Vassilyevich Gorbatko (tiếng Nga: Виктор Васильевич Горбатко; sinh ngày 3 tháng 12 năm 1934 ở làng Ventsy-Zarya, khu Kavkaz, vùng Krasnodar; mất ngày 17 tháng 5 năm 2017 tại Moskva) là một nhà du hành vũ trụ của Liên Xô. Ông từng thực hiện chuyến bay trên các tàu vũ trụ Soyuz 7, Soyuz 24 và Soyuz 37.
Trên chuyến bay thứ ba, thực hiện từ ngày 23 đến ngày 31 tháng 7 năm 1980, ông là trưởng đoàn Liên Xô – Việt Nam (trong đó có Phạm Tuân) trên tàu vũ trụ Soyuz-37.
Sau khi rời khỏi chương trình không gian vào năm 1982, ông giảng dạy tại Học viện Kỹ thuật Không quân ở Moskva. Năm 1992, ông nghỉ hưu với quân hàm Thiếu tướng. Từ năm 1993, ông là Tổng giám đốc tập đoàn AA&AL, Nga.
Gorbatko đã nhiều lần đến Việt Nam để tham gia các hoạt động hữu nghị. Đơn cử là các hoạt động kỷ niệm 35 năm ngày thực hiện chuyến bay hợp tác hữu nghị Việt Nam – Liên Xô trên tàu Soyuz 37 ghép nối với Trạm vũ trụ Salyut 6. Ông cũng là một nhà sưu tập tem. Hội hữu nghị Việt Nam – Liên bang Nga đã dựng tượng bán thân của ông trong một công viên ở thành phố Phan Rang – Tháp Chàm. Ông là phi công vũ trụ thứ hai của Liên Xô được dựng tượng ở Việt Nam; người đầu tiên là Gherman Titov.

## Qua đời
Ông qua đời ngày 17 tháng 5 năm 2017 tại Moskva, hưởng thọ 82 tuổi. Ngày 19 tháng 5 năm 2017, lễ truy điệu và an táng Thiếu tướng Viktor Vasilievich Gorbatko được tổ chức trọng thể tại Nghĩa trang Quân đội Nga ở Moskva. Chủ tịch nước Cộng hòa xã hội chủ nghĩa Việt Nam Trần Đại Quang đã gửi điện chia buồn tới Tổng thống Liên bang Nga Vladimir Putin và gia quyến Thiếu tướng Viktor Vasilievich Gorbatko.

## Giải thưởng

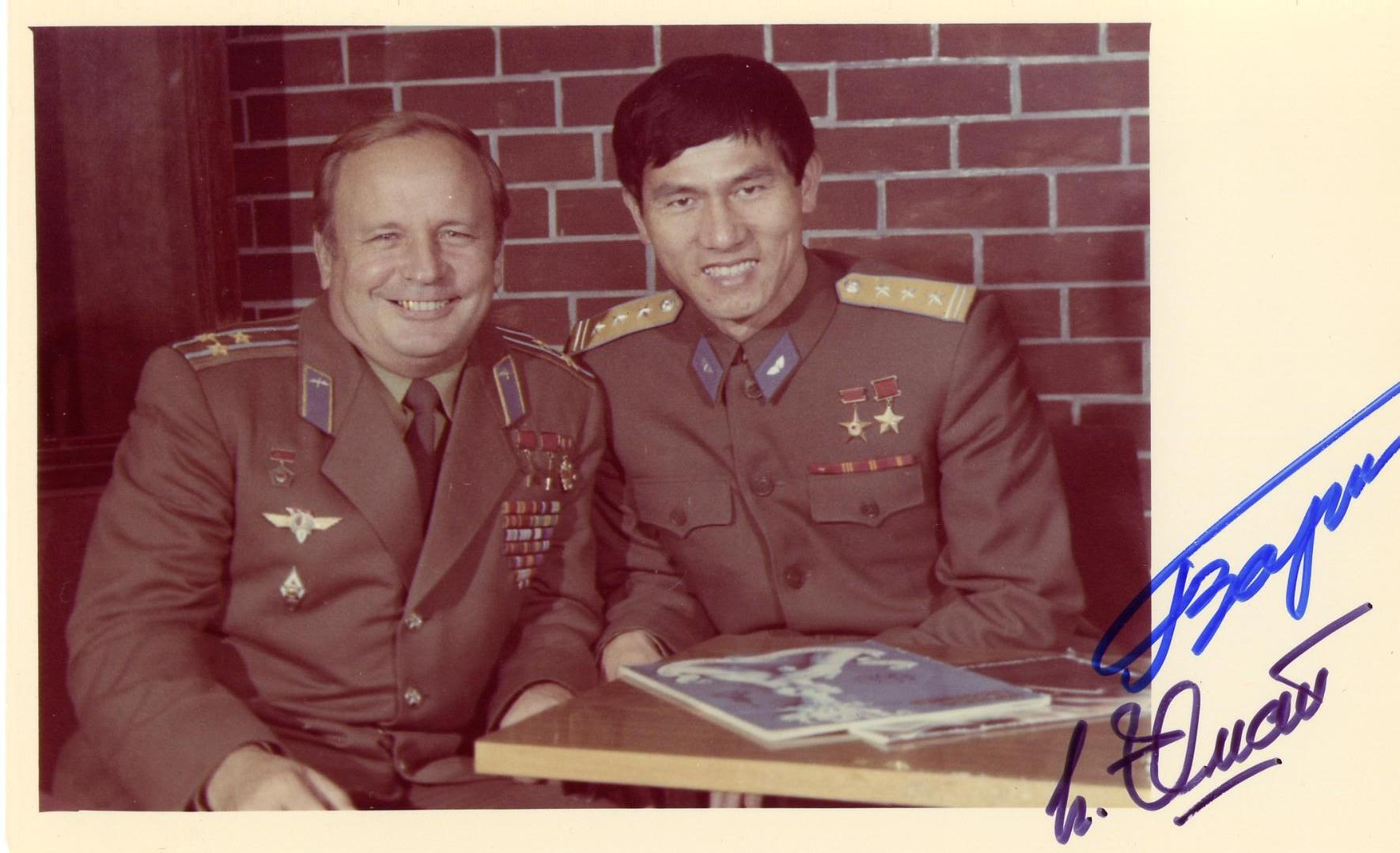
Gorbatko (trái) và Phạm Tuân năm 1980

Ông được trao tặng nhiều danh hiệu của Liên Xô và quốc tế như
- 2 lần Anh hùng Liên Xô[8]
- Huân chương Lenin[8]
- Huân chương Sao đỏ[8]
- Anh hùng Mông Cổ (Mông Cổ)[9]
- Huân chương Sukhe Bator (Mông Cổ)[9]
- Anh hùng Lao động (Việt Nam)[1]
- Huân chương Hồ Chí Minh (Việt Nam)[1]